# ربيع تشيانغ شياو وو (مسلسل)
ربيع تشيانغ شياو وو، مسلسل صيني عرض على تلفزيون الصين المركزي (cctv-6/cctv-1) وهو مكون من 25 حلقة.
تدور قصة المسلسل حول حياة الفتاة تشيانغ «شياو وو» التي فوجئ بعيد ميلادها الخامس والثلاثين بسلسلة من الهدايا المكروهة، فمثلاً: حبيبها يتخلى عنها تودداً لفتاة أخرى وشركتها تشرف على الإفلاس وصاحب شقتها يطردها من الشقة بحجة تأخرها في دفع الإيجار أما الشريك التجاري لها فينهي علاقته معها ويهرب مديوناً وأقربائها يصرون على دفع ديون مستحقة لهم.
على الرغم من تلك المشكلات، تمكنت «شياو وو» من التخلص منهم، وذلك لحسن حظها ولطاقة شخصيتها.